# Uogólnianie przez dostrzeżenie prawa rekurencji
Uogólnianie przez dostrzeżenie prawa rekurencji – w dydaktyce matematyki jest uogólnieniem rozumowania zastosowanego w przypadku szczególnym poprzez zauważenie prawa rekurencji wiążącego przypadki szczególne.

## Przykład[3][4]
Zadanie
Wyznacz liczbę {\displaystyle l_{n}} zbioru {\displaystyle n}-elementowego.
Rozwiązanie
Przy rozwiązywaniu tego zadania można wspomóc się rysunkami na których punkt oznacza element zbioru a odcinek – zbiór dwuelementowy zawierający punkty, które łączy odcinek.
Uczeń w ten sposób dojdzie do ogólnego wzoru: {\displaystyle l_{n}=l_{n-1}+(n-1).}